# Kald det kærlighed (sang)
 For alternative betydninger, se Kald det kærlighed. (Se også artikler, som begynder med Kald det kærlighed)
"Kald det kærlighed" er en sang af det danske band Lars Lilholt Band. Sangen blev oprindeligt udgivet i 1986 på albummet Portland og igen på Kontakt fra 1990. Sangen er desuden titelsang på albummet af samme navn fra 1993.
Sangen blev ved årtusindeskiftet kåret som den næstbedste danske sang nogensinde, kun overgået af Gasolins "Kvinde min". Sangen er optaget blandt 12 evergreens i kulturkanonen i 2006.